# Placówka Straży Celnej „Jeziora”

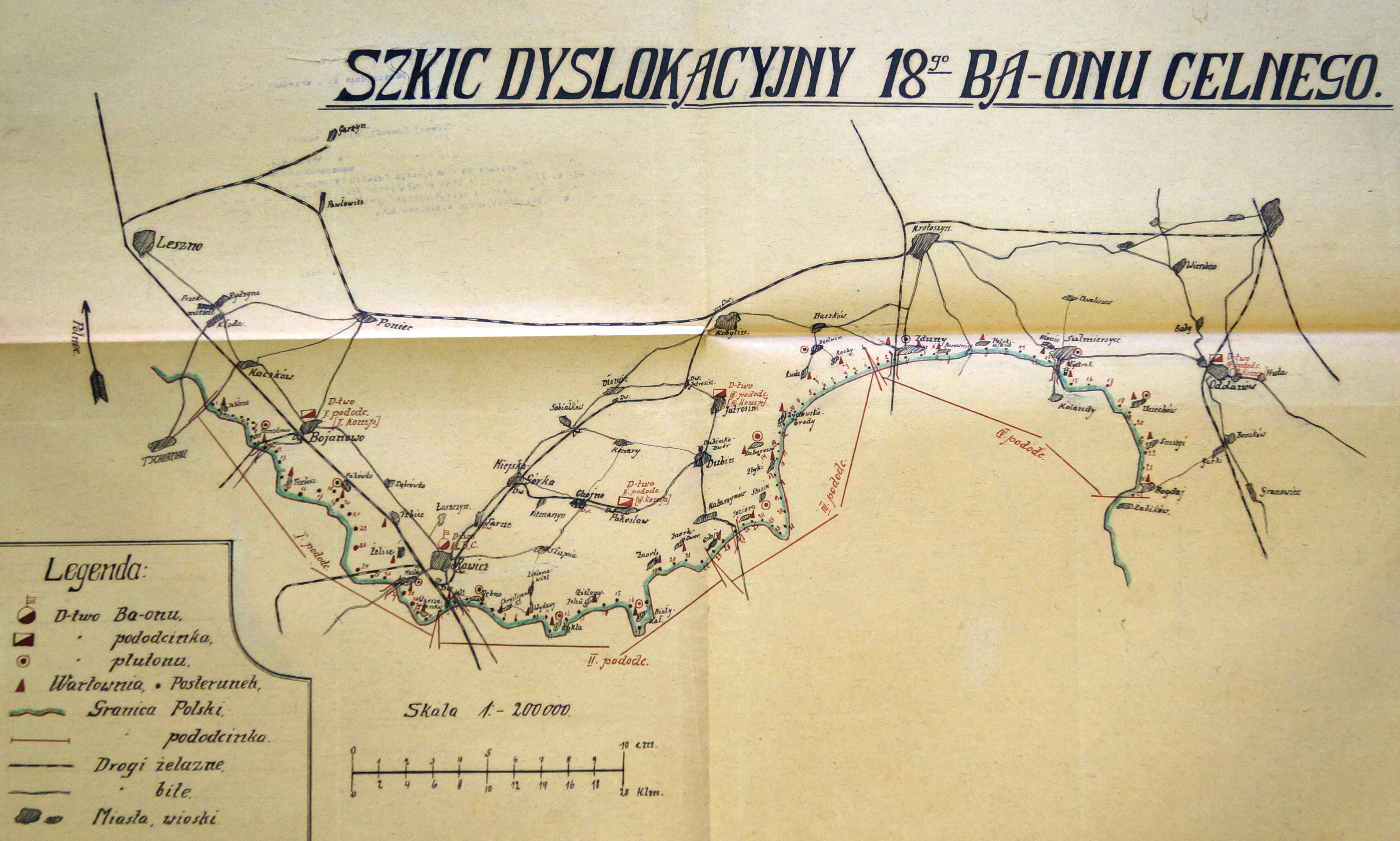
Szkic rozmieszczenia 18 batalionu celnego „Rawicz”

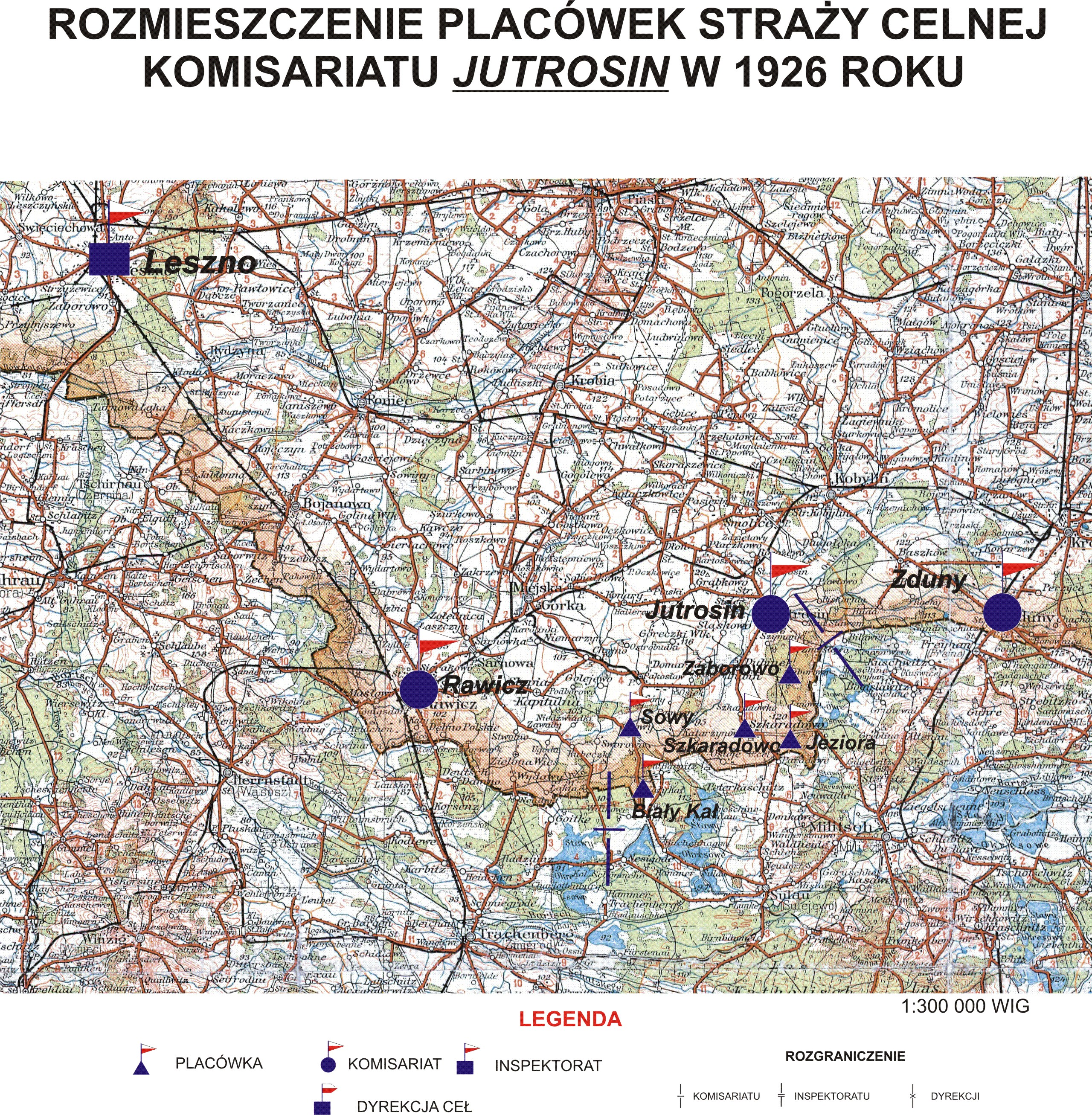
Rozmieszczenia placówek Straży Celnej Komisariatu Jutrosin

Placówka Straży Celnej „Jeziora” – jednostka organizacyjna Straży Celnej pełniąca w okresie międzywojennym służbę ochronną na granicy polsko-niemieckiej.

## Formowanie i zmiany organizacyjne
Na wniosek Ministerstwa Skarbu, uchwałą z 10 marca 1920 roku, powołano do życia Straż Celną. Jednostki Straży Celnej rozpoczęły przejmowanie odcinków granicy od pododdziałów Batalionów Celnych. W 1921 roku w Jutrosinie stacjonował sztab 3 kompanii 18 batalionu celnego. 3 kompania celna wystawiła między innymi placówkę w Jeziorach. Proces tworzenia Straży Celnej trwał do końca 1922 roku. Placówka Straży Celnej „Jeziora” weszła w podporządkowanie komisariatu Straży Celnej „Jutrosin” z Inspektoratu SC „Leszno”.
W drugiej połowie 1927 roku przystąpiono do gruntownej reorganizacji Straży Celnej. W praktyce skutkowało to rozwiązaniem tej formacji granicznej. Ochronę północnej, zachodniej i południowej granicy państwa przejęła powołana z dniem 2 kwietnia 1928 roku Straż Graniczna.
Rozkazem nr 3 z 25 kwietnia 1928 roku w sprawie organizacji Wielkopolskiego Inspektoratu Okręgowego dowódca Straży Granicznej gen. bryg. Stefan Pasławski określił strukturę organizacyjną komisariatu SG „Dubin”. Placówka Straży Granicznej I linii „Jeziora” znalazła się w jego strukturze.

## Funkcjonariusze placówki
Kierownicy placówki
| stopień          | imię i nazwisko, numer  | okres pełnienia służby | kolejne stanowisko |
| ---------------- | ----------------------- | ---------------------- | ------------------ |
| starszy strażnik | Antoni Połowczyk (1260) | był w 1926             |                    |

Obsada personalna placówki w 1926:
- starszy strażnik Antoni Połowczyk (1260)
- strażnik Stanisław Talarczyk (3115)
- strażnik Jan Kuczyński (1175)
- strażnik Ignacy Jędrkowiak (1773)
- strażnik Jan Pierzchała (1555)
- strażnik Szczepan Szymczak (211)
- strażnik Józef Dembek (1126)
- strażnik Jan Burchardt (86)